# Franco Gualdrini
Franco Gualdrini (* 26. Juni 1923 in Faenza, Provinz Ravenna, Italien; † 22. März 2010) war ein italienischer Geistlicher und römisch-katholischer Bischof von Terni.

## Leben

Bischofswappen von Franco Gualdrini (Er benutzte das Bistumswappen von Terni-Narni-Amelia)

Franco Gualdrini studierte am Priesterseminar Bagnacavallo Faenza und am Almo Collegio Capranica in Rom. Er empfing am 1. März 1947 die Priesterweihe. Von 1947 bis 1953 war er Pfarrer und Rektor des Priesterseminars Bagnacavallo Faenza, später Rektor des Almo Collegio Capranica, des ältesten römischen Priesterseminars.
Er wurde von Papst Johannes Paul II. 1983 zum Bischof des Bistums Terni-Narni-Amelia ernannt. Die Bischofsweihe spendete ihm am 22. Oktober 1983 Sebastiano Kardinal Baggio. Seinem Rücktrittsgesuch wurde 2000 durch Johannes Paul II. stattgegeben. Franco Gualdrini wurde in der Krypta der Kathedrale von Terni beigesetzt.
Er gehörte als Kanoniker dem Kapitel Liberianum der Patriarchalbasilika Santa Maria Maggiore an. 2003 wurde er mit der Ehrenbürgerwürde der Stadt Terni geehrt.